# مستربیست
جیمز استفن «جیمی» دونالدسون (به انگلیسی: James Stephen "Jimmy" Donaldson) (زاده ۷ مه ۱۹۹۸) که بیشتر با نام مستعار آنلاین خود، مستربیست (به انگلیسی: MrBeast) شناخته می‌شود، یوتیوبر، شخصیت رسانه‌ای و تاجر آمریکایی است. ویدئوهای یوتیوب او که اغلب شامل چالش‌های پیچیده و فعالیت‌های انسان‌دوستانه می‌شود، به دلیل ریتم سریع و کیفیت تولید بالا شناخته شده‌اند. او با بیش از ۴۱۲ میلیون مشترک، پرمشترک‌ترین کانال یوتیوب را دارد؛ همچنین او با بیش از ۱۱۵ میلیون دنبال‌کننده سومین محتواساز پرمشترک در تیک‌تاک است.
دونالدسون در ویچیتا، کانزاس به دنیا آمد و در گرینویل، کارولینای شمالی بزرگ شد. او در اوایل سال ۲۰۱۲ با نام کاربری MrBeast6000 شروع به انتشار ویدئو در یوتیوب کرد. محتوای اولیه او شامل ویدئوهای لتس پلی و «ویدئوهایی درباره تخمین ثروت یوتیوبرهای دیگر» بود. او در سال ۲۰۱۷ با انتشار ویدیویی که در آن تا ۱۰۰,۰۰۰ می‌شمرد، به شهرت رسید؛ این ویدئو در عرض چند روز ده‌ها هزار بازدید دریافت کرد. ویدئوهای او به‌مرور زمان بزرگ‌تر و پرهزینه‌تر شدند. پس از موفقیت کانالش، دونالدسون تعدادی از دوستان دوران کودکی‌اش را استخدام کرد تا در مدیریت برندش به او کمک کنند. دونالدسون همچنین کانال‌های یوتیوبی بیست ری‌اکتز (که قبلاً بیست‌هکز نام داشت)، مستربیست گیمینگ، مستربیست ۲ (که قبلاً مستربیست شورتز نامیده می‌شد) و کانال انسان‌دوستی بیست فیلانتروپی را اداره می‌کند.
دونالدسون بنیان‌گذار مستربیست برگر و فستیبلز و یکی از بنیان‌گذاران درختان تیم است، کمپینی که برای بنیاد روز درختکاری بیش از ۲۴ میلیون دلار جمع‌آوری کرده است. همچنین، او برند لانچلی را راه‌اندازی کرده که مشابه لانچیبلز در زمینه مواد غذایی و میان‌وعده فعالیت می‌کند. همچنین او یکی از بنیان‌گذاران تیم دریاها است، کمپینی که برای سازمان حفاظت از اقیانوس و پروژه پاکسازی اقیانوس بیش از ۳۰ میلیون دلار کمک مالی جمع‌آوری کرده است. او خالق مجموعه تلویزیونی مسابقه واقع‌نمای بازی‌های مستربیست است. در سپتامبر ۲۰۲۴، دونالدسون یکی از سوژه‌های دادخواست جمعی بود که به ادعای آزار و اذیت گسترده، آزار جنسی و عدم پرداخت هزینه‌ها و دستمزدها در مجموعه تلویزیونی واقع‌گرایانه خود، بازی‌های مستربیست، تحت پیگرد قانونی قرار گرفت.
دونالدسون در سال‌های ۲۰۲۰، ۲۰۲۱، ۲۰۲۲ و ۲۰۲۳ چهار بار متوالی برنده جایزه خالق سال در مراسم جوایز استریمی شد و در سال‌های ۲۰۲۲، ۲۰۲۳ و ۲۰۲۴ سه بار جایزه محبوب‌ترین خالق مرد را در جوایز انتخاب کودکان نیکلودئون دریافت کرد. در سال ۲۰۲۳، تایمز او را یکی از ۱۰۰ فرد تأثیرگذار جهان نامید. او در فهرست پردرآمدترین یوتیوبرهای سال ۲۰۲۴ فوربز قرار گرفت. در سال ۲۰۲۵، دارایی خالص او ۱ میلیارد دلار تخمین زده شد و او را به تنها میلیاردر زیر ۳۰ سال تبدیل کرد که ثروت خود را به ارث نبرده است.

## اوایل زندگی و تحصیلات
جیمز استفن دونالدسون در ۷ مه ۱۹۹۸، در ویچیتا، کانزاس به دنیا آمد. او عمدتاً در در گرینویل، کارولینای شمالی بزرگ شد. او اغلب نقل مکان می‌کرد و تحت مراقبت او پر بود زیرا والدینش ساعات طولانی کار و در ارتش خدمت می‌کردند. والدین او در سال ۲۰۰۷ طلاق گرفتند. در سال ۲۰۱۶، دونالدسون از آکادمی مسیحی گرینویل، یک دبیرستان خصوصی مسیحی انجیلی کوچک در منطقه فارغ‌التحصیل شد. او قبل از ترک تحصیل برای مدت کوتاهی در دانشگاه کارولینای شمالی درس خواند. پس از ترک تحصیل، دونالدسون و دوستانش سعی کردند الگوریتم توصیه یوتیوب را تجزیه و تحلیل کنند و به دنبال استنباط چگونگی ایجاد ویدیوهای وایرال بودند. دونالدسون در این مدت به یاد می‌آورد، «یک نقطه پنج ساله در زندگی من وجود دارد که به‌طور ناسالم، غرق مطالعه درباره وایرال شدن و الگوریتم یوتیوب شدم. از خواب بیدار شدم. از اوبر ایتس غذا سفارش می‌دادم و سپس تمام روز را پشت کامپیوتر می‌نشستم و بی‌وقفه درباره یوتیوبرهای دیگر مطالعه می‌کردم.»

## فعالیت یوتیوب

### ۲۰۱۲–۲۰۱۷: تلاش‌های اولیه وایرال شدن

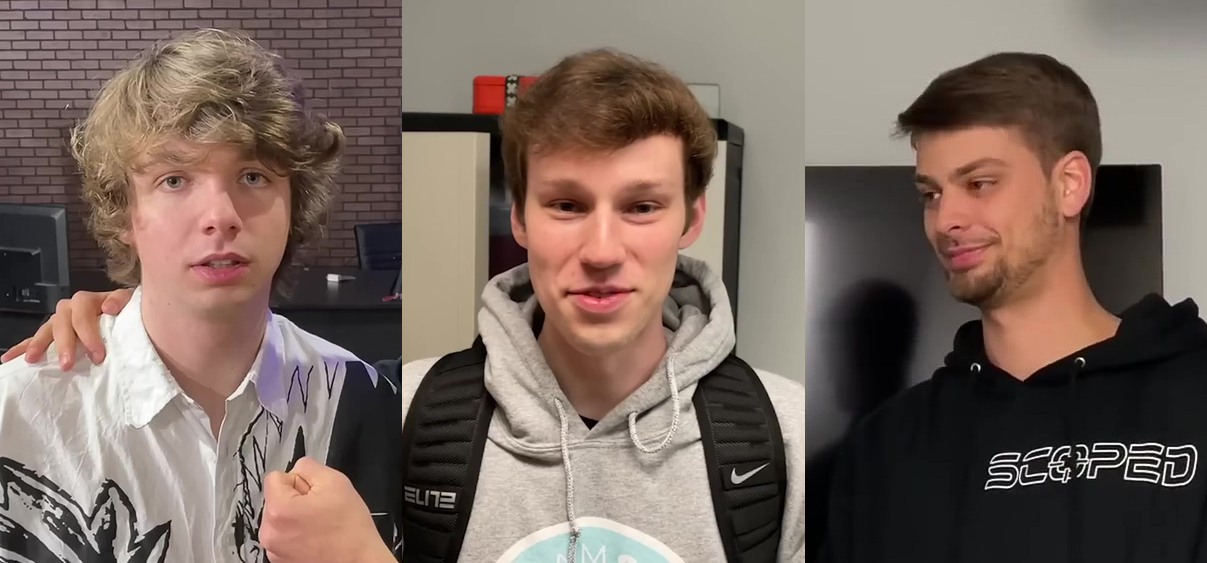
اعضای کنونی تیم مستربیست. از چپ به راست: کارل جیکوبز، نولان هانس و چندلر هالو

دونالدسون در فوریه ۲۰۱۲، در سن ۱۳ سالگی، اولین ویدیو خود را در یوتیوب با نام «MrBeast6000» آپلود کرد. محتوای اولیه او شامل ویدئوهای بازی لتس پلی بود که عمدتاً بر روی بازی‌های ماینکرفت و ندای وظیفه: بلک اپس ۲ تمرکز داشت. همچنین ویدئوهایی برای تخمین ثروت سایر یوتیوبرها، ویدئوهایی که نکاتی برای محتواسازان جدید یوتیوب ارائه می‌کرد و نظراتی درباره درام‌های یوتیوب تولید کرد. دونالدسون به ندرت در این ویدئوها ظاهر می‌شد.
در سال‌های ۲۰۱۵ و ۲۰۱۶، دونالدسون با مجموعه ویدئوهای «بدترین مقدمه‌ها در یوتیوب» که به تمسخر مقدمه‌های ویدئوهای یوتیوب می‌پرداخت، محبوبیت پیدا کرد. تا نیمه‌ی سال ۲۰۱۶، دونالدسون حدود ۳۰,۰۰۰ مشترک داشت. در پاییز همان سال، او از دانشگاه کارولینای شرقی انصراف داد تا به‌طور تمام‌وقت به کار یوتیوبری خود بپردازد. مادرش با این تصمیم او مخالفت کرد و او را مجبور کرد که از خانه خانواده خارج شود.
با رشد کانال او، دونالدسون چهار دوست دوران کودکی‌اش—کریس تایسون (که حالا آوا کریس تایسون نامیده می‌شود)، چندلر هالو، گرت رونالدز و جیک فرانکلین—را استخدام کرد تا در کانال او همکاری کنند. فرانکلین در سال ۲۰۲۰ از گروه خارج شد و پس از آن، کارل جیکوبز که قبلاً تصویربردار بود، برای پر کردن جای او ارتقا یافت.

### ۲۰۱۷–۲۰۲۰: به شهرت رسیدن

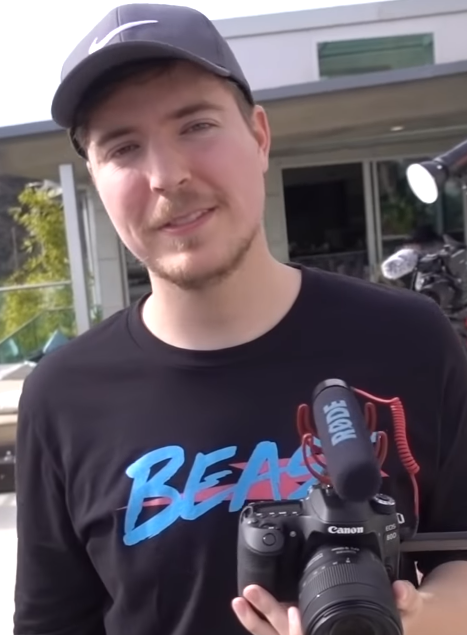
مستربیست در ۲۰۱۸

در ژانویه ۲۰۱۷، جیمی دونالدسون ویدئویی تقریباً یک روزه از خود منتشر کرد که در آن به شمارش تا ۱۰۰,۰۰۰ می‌پرداخت و این ویدئو به ویدئوی وایرال موفق او تبدیل شد. این کار ۴۰ ساعت طول کشید، با برخی بخش‌ها که برای «نگه داشتن زمان زیر ۲۴ ساعت» تسریع شده بودند. در این دوره، دونالدسون با کارهای خطرناک و چالش‌ها مانند تلاش برای شکستن شیشه با استفاده از صد بلندگو دستی، تماشای خشک شدن رنگ به مدت یک ساعت، و زیر آب ماندن به مدت ۲۴ ساعت، که به دلیل مشکلات سلامتی ناکام ماند، محبوبیت زیادی کسب کرد. همچنین او یک تلاش ناموفق برای چرخاندن یک فرفره بی‌قراری به مدت یک روز داشت. تا سال ۲۰۱۸، دونالدسون از طریق چالش‌هایش ۱ میلیون دلار کمک‌های مالی جمع‌آوری کرده بود که او را به عنوان «بزرگترین انسان‌دوست در یوتیوب» شناخته کرد.
در طول رقابت پیودی‌پای و تی-سریز در سال ۲۰۱۸، که هدف آن تبدیل شدن به پرمشترک‌ترین کانال در یوتیوب بود، دونالدسون بیلبوردها و تبلیغات تلویزیونی و رادیویی متعددی خریداری کرد تا به پیودی‌پای کمک کند بیشتر از تی‌-سریز مشترک جذب کند. در خلال سوپر بول ال‌آی‌آی‌آی، او چندین صندلی برای خود و تیمش خریداری کرد، که تی‌شرت‌های آنها عبارت «Sub 2 PewDiePie» را تشکیل می‌داد.
در مارس ۲۰۱۹، دونالدسون یک رقابت واقعی بتل رویال در لس آنجلس را سازماندهی و فیلم‌برداری کرد که جوایز آن به مجموع ۲۰۰,۰۰۰ دلار (دو بازی برگزار شد، که هر کدام ۱۰۰,۰۰۰ دلار جایزه داشت) می‌رسید. این رویداد و جوایز آن با همکاری ایپکس لجندز بود، و توسط ناشر این بازی، شرکت الکترونیک آرتس، حمایت مالی می‌شد.
دونالدسون در ویدیوی خود با عنوان «یک بانک رایگان باز کردم»، که در تاریخ ۲۳ نوامبر ۲۰۱۹ منتشر شد، به استفاده از پول تقلبی متهم شد. او بعداً توضیح داد که از پول جعلی استفاده کرده تا نگرانی‌های ایمنی شرکت‌کنندگان را کاهش دهد و پس از فیلم‌برداری، شرکت‌کنندگان چک‌های واقعی دریافت کردند.
در آوریل ۲۰۲۰، دونالدسون یک مسابقه آنلاین بازی سنگ-کاغذ-قیچی برگزار کرد که شامل ۳۲ تأثیرگذار بود و جایزه بزرگ آن ۲۵۰,۰۰۰ دلار بود. این رویداد در آن زمان به پرتماشاگرترین رویداد معمولی زنده یوتیوب تبدیل شد و ۶۶۲,۰۰۰ بیننده همزمان داشت. این مسابقه توسط نیدشات برنده شد. در اکتبر ۲۰۲۰، دونالدسون مسابقه دیگری برای تأثیرگذاران برگزار کرد که این بار مربوط به سوالات عمومی بود و ۲۴ شرکت‌کننده با جایزه بزرگ ۳۰۰,۰۰۰ دلار در آن رقابت کردند. برندگان این دوره، خواهران چارلی و دیکسی دی‌آملیو بودند که باعث جنجال‌هایی به دلیل ادعاهایی مبنی بر تقلب آنها شد.

### ۲۰۲۱–اکنون: موفقیت در جریان اصلی

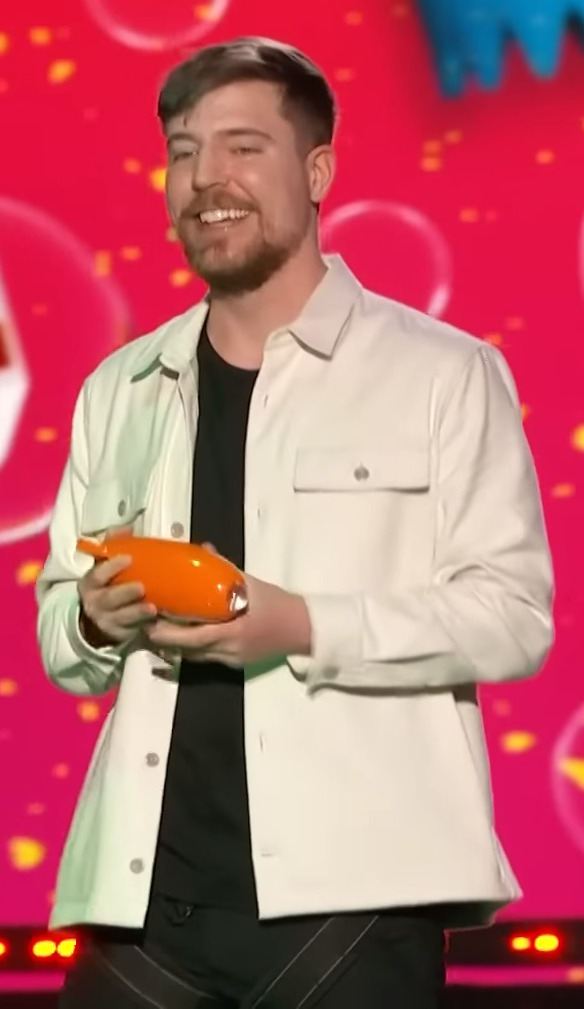
مستربیست در جوایز انتخاب کودکان نیکلودئون ۲۰۲۳

در ۱ ژانویه ۲۰۲۱، دونالدسون ویدئوی «یوتیوب ریوایند ۲۰۲۰، خدا را شکر، تمام شد» را منتشر کرد. در این ویدیو، او توضیح می‌دهد که همیشه باور داشته که یوتیوبرها «باید نقش بیشتری در ریوایند داشته باشند» و بر این اساس تصمیم گرفت "صدها یوتیوبر را تماس بگیرد". در پایان ویدیو، دونالدسون از پیودی‌پای یاد می‌کند و او و ریوایند ۲۰۱۸ او را منبع الهام خود برای ریوایندش می‌داند. یک ماه بعد، دونالدسون با جلی‌اسمک قرارداد توزیع محتوا با فیس‌بوک و اسنپ‌چت را امضا کرد.
در یک اتاق کلاب‌هاوس در فوریه ۲۰۲۱، دونالدسون، کارآفرین فرخ سرمد را پس از این که ظاهراً گفته بود نمی‌تواند نامش را تلفظ کند، اخراج کرد. حرکتی که سرمد بعداً آن را نژادپرستانه عنوان کرد. ادعای سرمد توسط دیگر کاربران کلاب‌هاوس که در آن تماس حضور داشتند، مورد سوال و انکار قرار گرفت و آنها ادعا کردند که دونالدسون او را به همراه دیگران حذف کرده تا فضایی برای زنان ایجاد کند تا بیشتر شامل باشند.
در نوامبر ۲۰۲۱، دونالدسون ویدئویی به نام «۴۵۶,۰۰۰ دلار بازی مرکب در دنیای واقعی!» را بارگذاری کرد، که بازسازی مجموعه تلویزیونی اینترنتی درام بقای بازی مرکب در دنیای واقعی بود. در این ویدئو ۴۵۶ نفر برای جایزه نقدی ۴۵۶,۰۰۰ دلاری رقابت کردند. این ویدئو یکی از پرتماشاگرترین ویدیوهای یوتیوب در سال ۲۰۲۱ بود و بیش از ۱۳۰ میلیون بازدید در عرض یک هفته دریافت کرد. یک بررسی از این ویدیو در نشریه وایس ادعا کرد که این ویدئو «پیام ضد سرمایه‌داری بازی مرکب را به شدت اشتباه برداشت کرده است». با این حال، خالق بازی مرکب، هوانگ دونگ هیوک، نسبت به بازسازی‌ها و طنزهای این مجموعه واکنشی مثبت نشان داده است.
در دسامبر ۲۰۲۱، دونالدسون سومین تورنمنت از تاثیرگذاران را ایجاد کرد که شامل ۱۵ رقیب با جایزه بزرگ یک میلیون دلار بود. در ژانویه ۲۰۲۲، فوربز دونالدسون را به عنوان پردرآمدترین محتواساز یوتیوب رتبه‌بندی کرد و درآمد تخمینی او در سال ۲۰۲۱ را ۵۴ میلیون دلار اعلام کرد. فوربز ذکر کرد که درآمد او در سال ۲۰۲۱ او را در رده چهلم در فهرست ۱۰۰ سلبریتی فوربز در سال ۲۰۲۰ قرار می‌داد و به اندازه وین دیزل و لوئیس همیلتون در سال ۲۰۲۰ درآمد داشت.
در ۲۸ ژوئیه ۲۰۲۲، دونالدسون بیش از ۱۰۰ میلیون مشترک در کانال اصلی‌اش کسب کرد، که او را به پنجمین کانال و دومین یوتیوبر مستقل تبدیل کرد که به این نقطه عطف دست می‌یابد. در ۱۷ نوامبر ۲۰۲۲، دونالدسون رکورد جهانی گینس «بیشترین مشترک برای یک فرد در یوتیوب» را با کانال مستربیست خود با ۱۱۲ میلیون مشترک به دست آورد. رکورد قبلی، پیودی‌پای، نزدیک به ده سال رکورددار پرمشترک‌ترین یوتیوبر بود. دونالدسون در نوامبر ۲۰۲۲ بیش از یک میلیارد بازدید ویدیو در مدت ۳۰ روز بر روی کانال اصلی یوتیوب خود به دست آورد. در ۱۵ اکتبر ۲۰۲۳، کانال او از ۲۰۰ میلیون مشترک فراتر رفت. ویدئوهای یوتیوب شورت او به نام «آیا برای یک باگت به پاریس پرواز می‌کنید؟» پرتماشاگرترین ویدیو در کانال اصلی یوتیوب او است و تا ژانویه ۲۰۲۴ بیش از ۱٫۳ میلیارد بازدید و ۵۰ میلیون لایک دارد.
در ۲ ژوئن ۲۰۲۴، دونالدسون توانست رکورد تعداد مشترکین را از شرکت موسیقی و تولید فیلم هندی تی-سریز عبور کند و به ۲۶۷ میلیون مشترک رسید و عنوان پرمشترک‌ترین کانال یوتیوب را به خود اختصاص داد. در ۱۰ ژوئیه ۲۰۲۴، دونالدسون به اولین یوتیوبر تبدیل شد که بیش از ۳۰۰ میلیون مشترک دارد. در ۱۳ ژوئیه ۲۰۲۴، او ویدئو ویژه ۳۰۰ میلیون مشترک خود را با عنوان «۵۰ یوتیوبر برای ۱,۰۰۰,۰۰۰ دلار رقابت می‌کنند» بارگذاری کرد. این ویدئو شامل حضور مهمانانی مانند هاوی ماندل، میرندا کازگرو و جوی چستنت بود. ویدئو در ۲۴ ساعت اول به ۷۱ میلیون بازدید رسید و به پربازدیدترین ویدئوی دونالدسون در این بازه زمانی تبدیل شد.

## محتوای یوتیوب
در اوایل کار خود، محتوای دونالدسون معمولاً شامل لتس پلی، ویدئوهای «بهترین و بدترین» و نقد و بررسی یوتیوب بود. ویدئوهای امروزی دونالدسون به سه دسته تقسیم می‌شوند: ویدئوهای چالش، جایی که دونالدسون یا سایر شرکت‌کنندگان چالش‌هایی را انجام می‌دهند که جالب، دشوار یا خطرناک هستند؛ ویدئوهای «جانک‌لرد»، در این ویدئوها، دونالدسون از مقدار زیادی از یک محصول خاص به شیوه‌ای غیرمعمول استفاده کرده یا مبلغ زیادی را برای آن خرج می‌کند؛ ویدئوهای اهدا، جایی که دونالدسون مقادیر زیادی پول یا جوایز گزاف را به افراد اهدا می‌کند، معمولاً با جنبه‌ای رقابتی.
ویدئوهای دونالدسون از الگوریتم توصیه‌های یوتیوب برای اینکه وایرال شوند بهره می‌برند، به‌ویژه با حداکثر کردن نرخ کلیک و نگه‌داشتن بیننده. برای حداکثر کردن نرخ کلیک، او روی ایجاد موضوعات مؤثر، عناوین جذاب و تصاویر بندانگشتی تمرکز می‌کند. در یک مصاحبه با لکس فریدمن، او گفت که برای ساخت یک ویدیوی وایرال، آن باید «اصلی، خلاقانه و چیزی باشد که مردم واقعاً نیاز دارند مشاهده کنند و ایده‌آل این است که قبلاً هرگز انجام نشده باشد». عناوین او به گونه‌ای طراحی شده‌اند که توجه را جلب کنند، با وعده‌های شوک‌آور و استفاده از کلمات کلیدی خاص مانند «۲۴ ساعت» و «چالش». تصاویر بندانگشتی او باید به راحتی قابل درک، متمرکز و رنگارنگ باشند. برای حداکثر کردن نگه‌داشتن بیننده، دونالدسون ویدئوها را به گونه‌ای تنظیم می‌کند که بینندگان در تمام مدت درگیر باشند. ویدئوهای او معمولاً بین ۱۰ تا ۳۰ دقیقه طول می‌کشند. او در ابتدای ویدئو، پیش‌زمینه را در کمتر از سی ثانیه توضیح می‌دهد و وعده «پایانی» را می‌دهد تا بینندگان تا پایان ویدئو درگیر باقی بمانند.
تأمین مالی ویدئوهای او عمدتاً از طریق حمایت‌های مالی و برنامه ادسنس گوگل صورت می‌گیرد. گزارش شده که دونالدسون در سال ۲۰۲۲ حدود یک میلیون دلار برای هر ویدئو هزینه کرده است. بیشتر تأمین مالی او از حمایت‌های مالی می‌آید. او از کانال واکنش و کانال بازی خود برای تأمین مالی کانال اصلی استفاده می‌کند، زیرا ویدئوهای آنها نسبت به تولید کردن هزینه کمتری دارند و درآمد قابل توجهی دارند. به گفته ورج، درآمد او خودتداوم‌پذیر است: «هر چه او وایرال‌تر شود، برندهای بیشتری می‌خواهند با او همکاری کنند و درآمد ادسنس او بیشتر می‌شود. سپس می‌تواند بینندگان را با ویدئوهای اهدا بزرگ‌تر جذب کند. این یک چرخه بی‌پایان است». او در مصاحبه‌ای با رولینگ استون گفت: «من می‌توانم ویدئوهای ارزان‌تری بسازم، ... اما من واقعاً نمی‌خواهم. می‌خواهم مرزها را برای بزرگ‌تر شدن بزنم». دونالدسون همچنین از فروش کالا، مستربیست برگر و فستیبلز درآمد غیرفعال به دست می‌آورد.
از سال ۲۰۲۳، دونالدسون بیش از ۲۵۰ کارمند را از نویسنده تا تدوین‌گر و تهیه‌کننده استخدام کرده است. بسیاری از کارمندان افرادی هستند که با دونالدسون آشنا هستند، مانند دوستان و اعضای خانواده.

## دیگر سرمایه‌گذاری‌ها

### انگشت روی برنامه
در ژوئن ۲۰۲۰، دونالدسون در همکاری با گروه هنری ام‌اس‌سی‌اچ‌اف مستقر در بروکلین، یک بازی موبایلی چندنفره به نام انگشت روی برنامه منتشر کرد که فقط یک‌بار اجرا شد. در این بازی، بازیکنان باید انگشت خود را روی صفحه گوشی نگه می‌داشتند و آخرین فردی که انگشتش را برمی‌داشت، برنده ۲۵,۰۰۰ دلار می‌شد. در نهایت، چهار نفر که بیش از ۷۰ ساعت انگشت خود را روی صفحه نگه داشتند، هر کدام ۲۰,۰۰۰ دلار دریافت کردند. گزارش‌ها حاکی از آن بود که بازی به حدی موفق شد که دنباله‌ای به نام انگشت روی برنامه ۲ برای انتشار در دسامبر ۲۰۲۰ برنامه‌ریزی شد. اما به دلیل هجوم گسترده کاربران و کرش کردن بازی، انتشار آن ابتدا به فوریه و سپس به مارس ۲۰۲۱ موکول شد تا توسعه‌دهندگان بتوانند سرورهای خود را ارتقا دهند. در این نسخه، جایزه بزرگ ۱۰۰,۰۰۰ دلار تعیین شد. برنده نهایی توانست انگشت خود را حدود ۵۱ ساعت روی صفحه گوشی نگه دارد، در حالی که نفر دوم نیز جایزه ۲۰,۰۰۰ دلاری دریافت کرد.

### مستربیست برگر

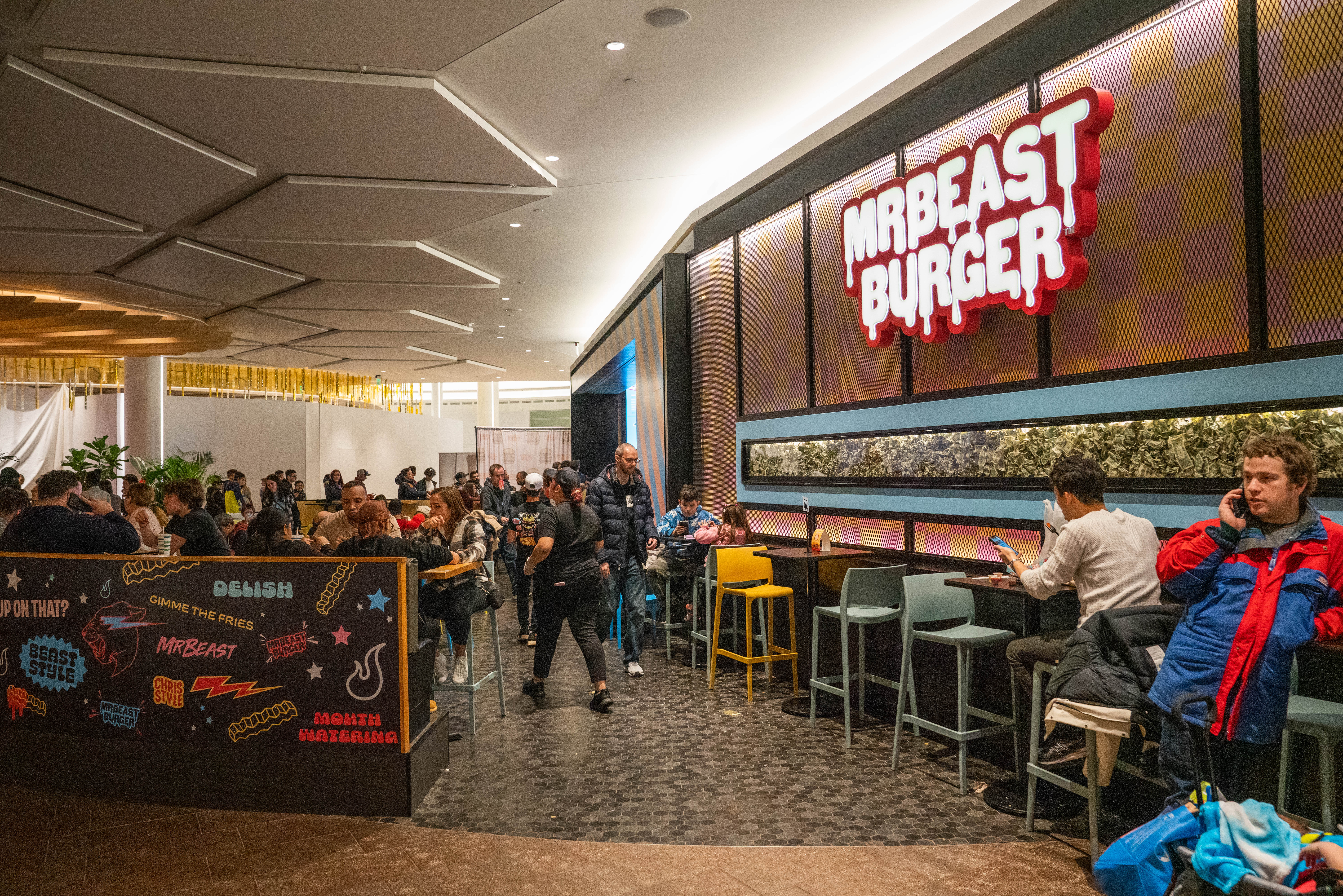
اولین رستوران فیزیکی مستربیست برگر در نیوجرسی

ویل هاید، یکی از تهیه‌کنندگان کانال مستربیست، در مصاحبه‌ای با هفته‌نامه ویک در نوامبر ۲۰۲۰ اعلام کرد که دونالدسون قصد دارد در دسامبر ۲۰۲۰ یک رستوران مجازی به نام مستربیست برگر راه‌اندازی کند. هاید توضیح داد که تیم او در توسعه این ایده با شرکت مفاهیم غذاخوری مجازی همکاری کرده است. هدف این بود که مستربیست برگر امتیاز فروش برگرهای خود را به رستوران‌های سراسر ایالات متحده واگذار کند و مشتریان بتوانند از طریق سرویس‌های تحویل آنلاین غذا سفارش دهند. از آن زمان، این رستوران بیش از ۲,۰۰۰ شعبه در سطح بین‌المللی راه‌اندازی کرده است. در ۴ سپتامبر ۲۰۲۲، اولین شعبه فیزیکی در مرکز خرید امریکن دریم در رادرفورد شرقی، نیوجرسی افتتاح شد.

### فستیبلز

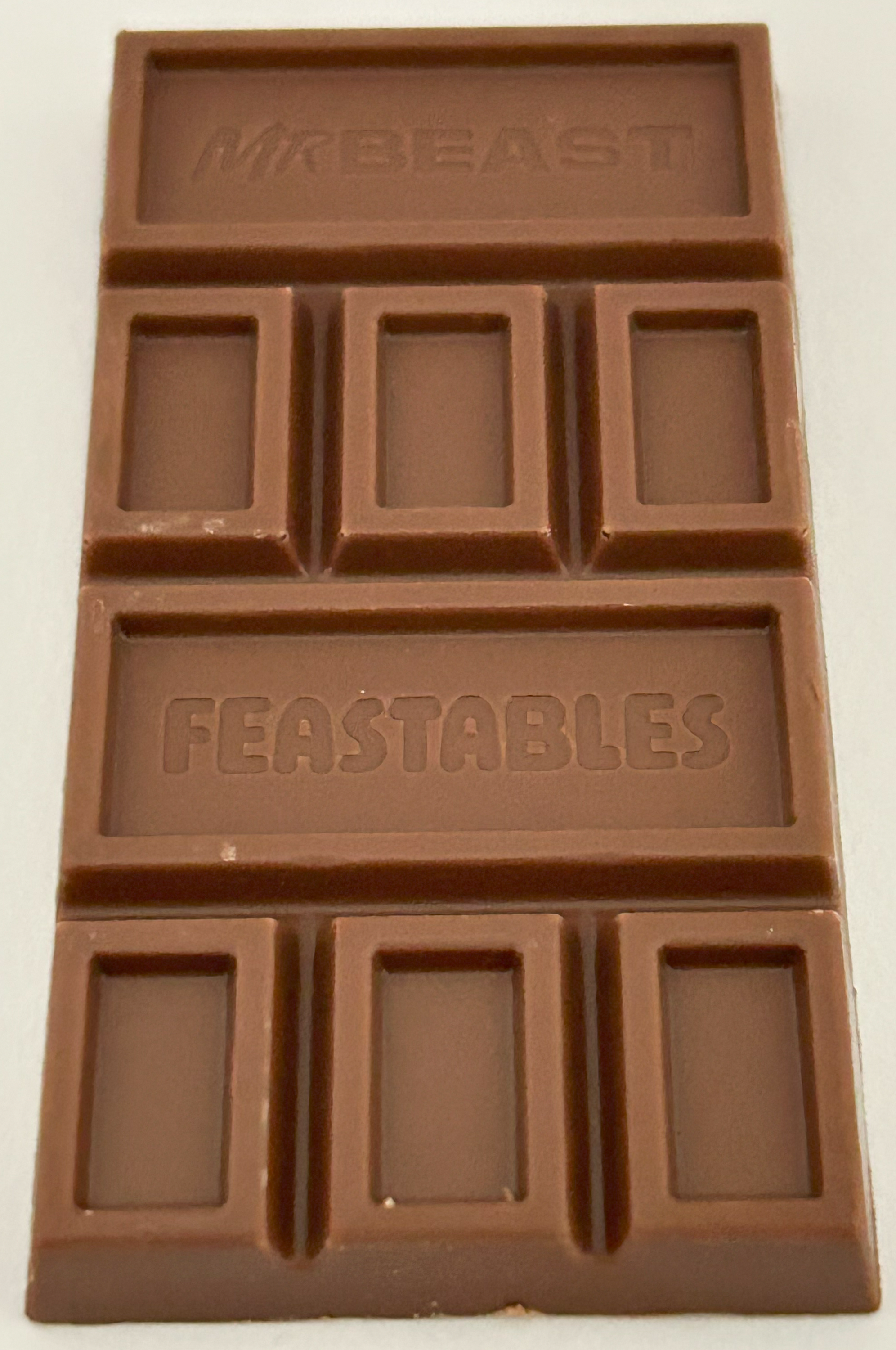
شکلات تخته‌ای فستیبلز با فرمول جدید

در ژانویه ۲۰۲۲، دونالدسون از تأسیس یک شرکت غذایی جدید به نام فستیبلز خبر داد که برند شکلات‌های خود را با نام فستیبلز راه‌اندازی کرد. در زمان عرضه، این برند سه طعم مختلف ارائه داد: کلاسیک، بادام، و کینوآ کرانچ. همزمان با این رونمایی، یک قرعه‌کشی نیز برگزار شد که بیش از ۱ میلیون دلار جایزه داشت. برخی از برندگان ۱۰,۰۰۰ دلاری همچنین این شانس را داشتند که در ویدئویی آینده برای تصاحب یک کارخانه شکلات‌سازی رقابت کنند، الهام‌گرفته از چارلی و کارخانه شکلات‌سازی. این ویدئو در ژوئن ۲۰۲۲ منتشر شد و شامل مجموعه‌ای از چالش‌های حذف‌شدنی بود که در نهایت، برنده بین انتخاب کارخانه شکلات یا دریافت ۵۰۰,۰۰۰ دلار وجه نقد مخیر شد. گوردون رمزی، سرآشپز دارای ستاره میشلن، به‌عنوان داور در آخرین مرحله این رقابت حضور داشت و در نهایت تصمیم گرفت چه کسی جایزه نقدی را دریافت کند. بر اساس گزارش‌ها، فستیبلز در چند ماه نخست فعالیت خود ۱۰ میلیون دلار درآمد کسب کرد.
در ۳ مارس ۲۰۲۳، دونالدسون از طرفداران خود در توییتر خواست که ظاهر قفسه‌های فروشگاه‌ها را که محصولات فستیبلز روی آنها قرار داشت، «تمیزتر و مرتب‌تر» کنند و حتی پیشنهاد داد که محصولات رقیب را در قفسه‌ها بپوشانند. فستیبلز به طرفداران خود این امکان را داد که با ارائه مدرکی از کمکشان، در قرعه‌کشی ۵,۰۰۰ دلاری شرکت کنند. این توییت‌ها با واکنش‌های منفی و انتقاداتی روبه‌رو شد و برخی فستیبلز را متهم کردند که از طرفداران خود برای کار بدون دستمزد سوءاستفاده کرده است.
در ۲ اکتبر ۲۰۲۳، فستیبلز با تیم بسکتبال شارلوت هورنتس همکاری کرد تا لوگوی مستربیست را روی لباس‌های این تیم در فصل ۲۰۲۳–۲۰۲۴ لیگ ان‌بی‌ای قرار دهد. ‌با این حال، این همکاری بعداً به پایان رسید.
در فوریه ۲۰۲۴، فستیبلز محصولات شکلاتی خود را بازطراحی کرد و علاوه بر تغییر شکل ظاهری، فرمولاسیون جدیدی برای آن‌ها ارائه داد.

### لانچلی

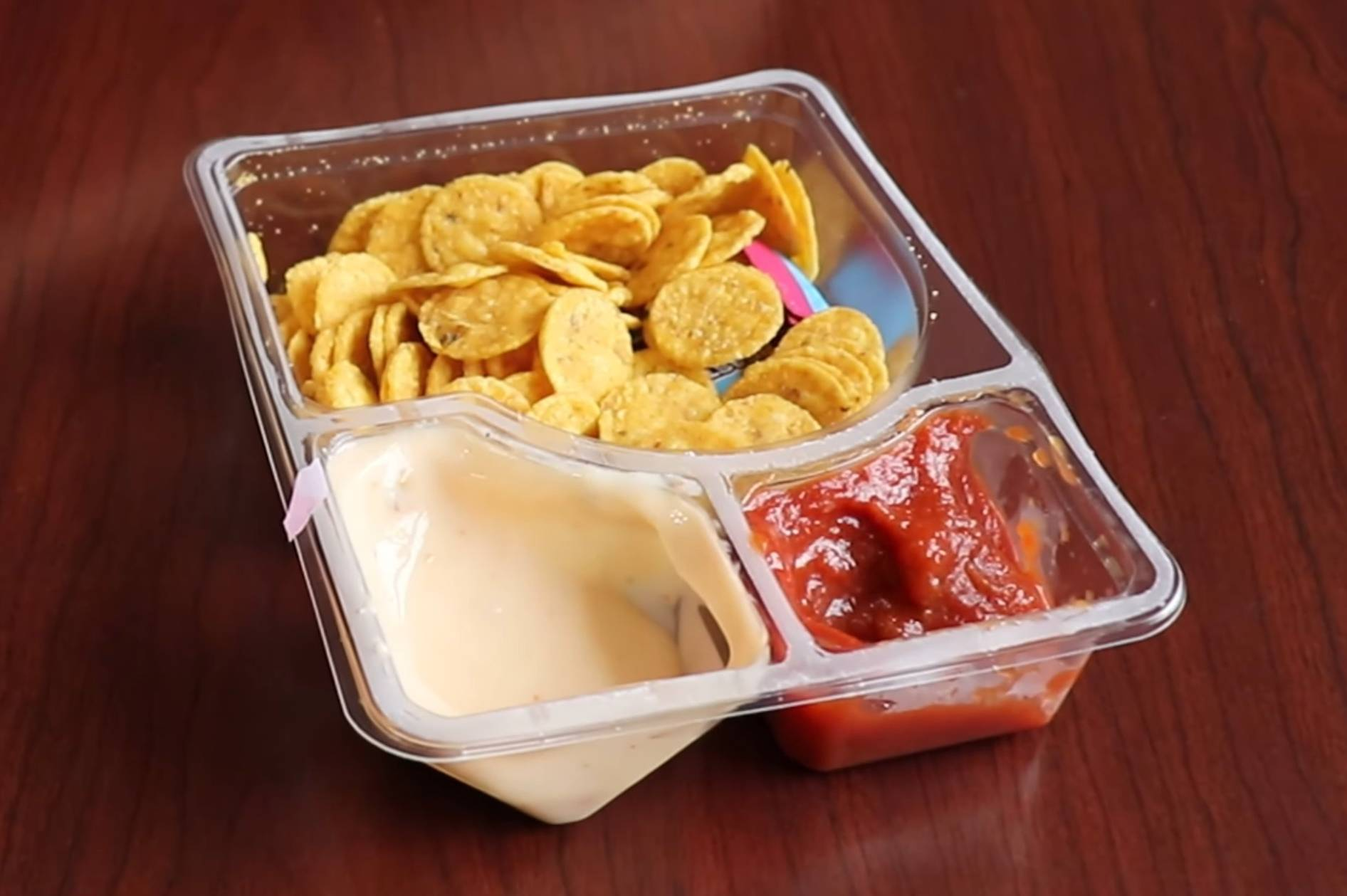
کیت اسنک «ناچو چیپس با کیسو بلانکو و سالسا» برند لانچلی

در سپتامبر ۲۰۲۴، دونالدسون برند لانچلی را معرفی کرد، یک مجموعه میان‌وعده که به‌عنوان جایگزینی سالم‌تر برای لانچیبلز بازاریابی شد. این برند به‌عنوان یک سرمایه‌گذاری مشترک با یوتیوبرهای اولاجید «کی‌اس‌آی» اولاتونجی و لوگان پاول تأسیس شد.
در زمان عرضه، هر بسته شامل محصولات پرایم و فستیبلز (که از برندهای پیشین این خالقان محتوا بودند) به همراه سه نوع میان‌وعده بود: بوقلمون با پنیر و کراکر، ناچوز با سالسا و پنیر، یا پیتزا.
لانچلی با انتقادات گسترده‌ای در شبکه‌های اجتماعی مواجه شد، زیرا بسیاری از کاربران روش‌های بازاریابی و ارزش تغذیه‌ای آن را زیر سؤال بردند. به‌طور خاص، یوتیوبر دن‌تی‌دی‌ام در حساب ایکس (توییتر سابق) خود مخالفتش را با این محصول اعلام کرد و نوشت: «این یعنی فروش آشغال به کودکانی که چیزی در این باره نمی‌دانند و به کسانی که آن را به آنها می‌فروشند، اعتماد می‌کنند.» همچنین گزارش‌هایی منتشر شده که نشان می‌دهد برخی از محصولات لانچلی حاوی کپک بوده‌اند.

### سرمایه‌گذاری‌ها و مشارکت‌ها
دونالدسون یکی از سرمایه‌گذاران استارتاپ فناوری بک‌بون است، شرکتی که کنترلر بک‌بون وان را برای گوشی‌های هوشمند تولید می‌کند و همچنین یک اپلیکیشن به نام بک‌بون ارائه داده که شامل ابزارهای تولید محتوا و شبکه‌های اجتماعی برای کاربران است.
در مارس ۲۰۲۱، او با شبکه مالی کریتیو جوس همکاری کرد تا جوس فاندس را معرفی کند، یک صندوق سرمایه‌گذاری ۲ میلیون دلاری برای حمایت از تولیدکنندگان محتوا.
در آوریل ۲۰۲۱، دونالدسون به‌عنوان یک سرمایه‌گذار بلندمدت و شریک تجاری به شرکت فناوری مالی کورنت پیوست. در همان ماه، او پس از سرمایه‌گذاری و تبلیغ یک پروژه رمزارزی که باعث از دست رفتن مبالغ زیادی از پول طرفدارانش شد، با واکنش‌های منفی مواجه شد.
در نوامبر ۲۰۲۲، دونالدسون با دانشگاه کارولینای شرقی همکاری کرد تا دوره‌ای آموزشی در زمینه تولید محتوای یوتیوب ایجاد کند.
در مه ۲۰۲۳، دونالدسون به‌عنوان داور مهمان در برنامه ستاره‌های غذا با اجرای گوردون رمزی حضور یافت.

### کانال فست
در سال ۲۰۲۳، یک شبکه تلویزیونی رایگان با پشتیبانی تبلیغات به نام مستربیست راه‌اندازی شد که تنها ویدیوهای قبلاً منتشرشده از یوتیوب مستربیست را پخش می‌کند. این کانال از طریق سرویس شبکه روکو در دسترس است.

### بازی‌های مستربیست
در مارس ۲۰۲۴، دونالدسون و آمازون ام‌جی‌ام استودیوز اعلام کردند که قصد دارند یک مسابقه واقع‌نمای جدید به نام بازی‌های مستربیست تولید کنند که به‌طور انحصاری در پرایم ویدئو پخش خواهد شد. این برنامه قرار بود به بزرگ‌ترین مسابقه واقع‌نمایی تاریخ تبدیل شود، جایی که ۱,۰۰۰ شرکت‌کننده برای کسب جایزه ۵ میلیون دلاری رقابت می‌کردند—بزرگ‌ترین جایزه نقدی که تاکنون در تلویزیون و پلتفرم‌های استریم ارائه شده است.
با این حال، این برنامه با انتقادات شدیدی روبه‌رو شد، زیرا شرکت‌کنندگان ادعا کردند که در طول فیلم‌برداری از دریافت غذا، آب، دارو و تخت محروم بوده‌اند. در نخستین جلسات فیلم‌برداری، چندین شرکت‌کننده به بیمارستان منتقل شدند و بیش از دوازده نفر گزارش دادند که در حین انجام چالش‌ها دچار آسیب‌دیدگی شده‌اند. همچنین، بسیاری از شرکت‌کنندگان را مشاهده کردند که با برانکارد از میدان مسابقه خارج می‌شدند. یکی از سخنگویان دونالدسون مسئولیت این مشکلات را به عوامل خارجی نسبت داد، از جمله قطعی جهانی سیستم‌های رایانه‌ای که به دلیل به‌روزرسانی نرم‌افزار کراوداسترایک رخ داد، «شرایط آب و هوایی شدید و دیگر مسائل غیرمنتظره لجستیکی و ارتباطی».

## جنجال‌ها

### شرایط کاری
برخی از کارمندان سابق ادعا کرده‌اند که دونالدسون محیط کاری دشواری ایجاد کرده است. در مقاله‌ای از نیویورک تایمز در مه ۲۰۲۱، مت ترنر، که از فوریه ۲۰۱۸ تا سپتامبر ۲۰۱۹ به‌عنوان تدوین‌گر برای دونالدسون کار می‌کرد، گفت که دونالدسون تقریباً هر روز او را سرزنش می‌کرد و حتی او را «عقب‌مانده» خطاب می‌کرد. ترنر همچنین گزارش داد که به‌طور مداوم از دریافت اعتبار برای کارهایش محروم بوده است. گزارشی از اینسایدر نشان داد که ترنر قبلاً در سال ۲۰۱۸ ویدئویی منتشر کرده بود که در آن این ادعاها را توضیح می‌داد و در اکتبر ۲۰۱۹، رشته توییت‌هایی منتشر (و بعداً حذف) کرد که در آن نوشته بود: «هر روز توسط دونالدسون سرزنش، تحقیر، و بی‌ارزش خطاب می‌شدم». نیت اندرسون، یکی دیگر از تدوین‌گران، پس از یک هفته کار با دونالدسون در سال ۲۰۱۸ استعفا داد و گفت که انتظارات او غیرمنطقی بوده است. او دونالدسون را یک کمال‌گرا توصیف کرد. پس از انتشار ویدئویی که تجربیاتش را شرح می‌داد، گزارش شد که او از سوی طرفداران دونالدسون تهدید به مرگ شده است. نه کارمند دیگر که با دونالدسون کار کرده بودند، اظهار داشتند که در حالی که او گاهی سخاوتمند بود، رفتار او وقتی دوربین‌ها خاموش می‌شد، تغییر می‌کرد. دونالدسون این ادعاها را رد کرد و گفت: «ما استانداردهای بالایی داریم، اما محیط کار ما مسموم نیست.» او همچنین ادعا کرد که در پایان قرارداد، به ترنر ۱۰,۰۰۰ دلار پرداخت کرده و پیشنهاد کاری در یک شرکت دیگر را به او داده است.

### مستربیست برگر
در ۱۷ ژوئن ۲۰۲۳، دونالدسون اعلام کرد که قصد دارد مستربیست برگر را به دلیل مشکلات کیفی تعطیل کند. او گفت که از امضای «یک قرارداد بد» با شرکت مفاهیم غذاخوری مجازی، ال‌ال‌سی پشیمان است، اما این شرکت اجازه نمی‌دهد که او فعالیت را متوقف کند، «حتی با اینکه این موضوع برای برند من فاجعه است». در ۳۱ ژوئیه ۲۰۲۳، دونالدسون از مفاهیم غذاخوری مجازی در دادگاه فدرال شکایت کرد تا به همکاری خود پایان دهد. او ادعا کرد که این شرکت با تمرکز بیش‌ازحد بر گسترش برند مستربیست برگر به جای حفظ کیفیت غذا، به شهرت او آسیب رسانده است. همچنین، دونالدسون گفت که از این همکاری هیچ پرداختی دریافت نکرده است. مفاهیم غذاخوری مجازی این ادعاها را رد کرد و اظهار داشت که دونالدسون شهرت خود را تا حد زیادی مدیون مستربیست برگر است. این شرکت همچنین دونالدسون را متهم کرد که تلاش داشته است قرارداد جدیدی را برای منافع شخصی خود منعقد کند و پس از رد این درخواست، به «زورگویی» متوسل شده است.
یک هفته بعد، در ۷ اوت، مفاهیم غذاخوری مجازی و شرکت زیرمجموعه آن غذاخوری مجازی سلبریتی، ال‌ال‌سی، از دونالدسون و شرکتش سرمایه‌گذاری‌های بیست شکایت متقابلی تنظیم کردند. آنها ادعا کردند که دونالدسون قراردادهای خود را نقض کرده، به تعهدات قراردادی خود عمل نکرده و به‌طور عمدی در امور آنها دخالت کرده است. این شرکت برای این موارد، بیش از ۱۰۰ میلیون دلار خسارت درخواست کرد. دونالدسون بعداً شکایت خود را پس گرفت تا پرونده را در دادگاه ایالتی دوباره مطرح کند. تا ژانویه ۲۰۲۵، این دعوی حقوقی همچنان در جریان است.

### اتهامات علیه آوا کریس تایسون
در ۲۴ ژوئیه ۲۰۲۴، دونالدسون آوا کریس تایسون، یکی از اعضای اصلی تیم مستربیست را پس از مطرح شدن اتهاماتی مبنی بر سوءرفتار جنسی با چندین فرد زیر سن قانونی و فشار به یکی از کارکنان سابق برای انجام اعمال جنسی، از برند خود کنار گذاشت. تایسون در واکنش به این اقدام، بیانیه‌ای منتشر کرد و گفت که او به‌صورت داوطلبانه از تیم کناره‌گیری کرده و تصمیم برای ترک برند، توافقی بوده است. او از خود دفاع کرد و ادعا کرد که هرگز فراتر از «گفتن چند شوخی تند و نامناسب» نرفته است.
یکی از افرادی که ادعا می‌شود قربانی این ماجرا بوده، با نام لاواجی‌اس در فضای آنلاین، در ابتدا این اتهامات را رد کرد و آنها را «دروغ‌های بزرگ و تحریف واقعیت» خواند. او اظهار داشت که تایسون تنها «چند شوخی تند» انجام داده است و ادعاهای مطرح‌شده را تأیید نکرد. بااین‌حال، بعداً نظر خود را تغییر داد و اعلام کرد که مکالمات میان او و تایسون برای سن او نامناسب بوده و در آن زمان متوجه نادرست بودن آنها نشده است. او سپس بیانیه خود را مجدداً پس گرفت و اظهار داشت: «بسیار سخت بود که نام من بدون اینکه فرصتی برای بیان حقیقت داشته باشم، در فضای عمومی مطرح شود. خوشبختانه، افرادی که مسئول تحقیق درباره این موضوع بودند، با من تماس گرفتند و فرصتی برای بیان حقیقت به من دادند که از آن بسیار قدردانی می‌کنم. من قربانی سوءاستفاده نبودم؛ این‌ها اتهاماتی نادرست بودند که توسط دیگران ساخته شدند و نام من را نیز در آن گنجاندند.»
دونالدسون اعلام کرد که قصد دارد یک محقق مستقل را برای بررسی دقیق‌تر این موضوع استخدام کند. در ۱ نوامبر ۲۰۲۴، شرکت حقوقی کوئین امانوئل یورکوهارت و سولیوان پس از انجام تحقیقات، نتیجه‌گیری کرد که اتهامات علیه تایسون بی‌اساس بوده است. این بررسی شامل ۳۹ مصاحبه با کارکنان فعلی و سابق و بررسی بیش از ۴٫۵ میلیون سند از تلفن‌های همراه، ایمیل‌ها، پیام‌های تلگرام، دیسکورد، واتس‌اپ و اسلک بود. این شرکت حقوقی گزارش داد: «اتهامات به‌طور کامل رد شدند، از جمله توسط کسانی که به‌عنوان قربانیان ادعا شده بودند.» این افراد که به‌عنوان قربانی معرفی شده بودند، این اتهامات را «دروغ‌های بزرگ» توصیف کردند. یکی از آنها اظهار داشت: «افراد از نام من برای مطرح کردن اتهامات بسیار جدی استفاده کردند، بدون اینکه حتی با من صحبت کنند.»

### داگ‌پک۴۰۴
در ۲۴ ژوئیه ۲۰۲۴، یکی از کارمندان سابق دونالدسون به نام داگ‌پک۴۰۴، ویدئویی در کانال یوتیوب خود منتشر کرد که دونالدسون را به تقلب در مسابقات، برگزاری لاتاری‌های غیرقانونی، تقلب در ویدئوهایش، جعل امضا و فریب هوادارانش متهم کرد.
در ویدئوی دوم، داگ‌پک۴۰۴ با یکی دیگر از کارمندان سابق به نام جیک ودل مصاحبه کرد که شرایط کاری نامناسبی را توصیف کرد، از جمله این که اجازه نداشتند بخوابند که باعث بروز بی‌خوابی در او شد. این کارمند همچنین بیان کرد که دونالدسون، برادرشوهر جیک فرانکلین را که به «دلاوِر» معروف بود، استخدام کرده است، با وجود اینکه می‌دانست او یک مجرم جنسی ثبت شده است که به خاطر تعرض به یک کودک ۱۱ ساله متهم شده است. فرانکلین بعداً گفت که احساس می‌کند دلاور «کار اشتباهی» نکرده است، در مورد حمله به آن کودک. داگ‌پک۴۰۴ همچنین ادعا کرد که در حین فیلم‌برداری یک ویدئو، چندین زن با شکایت‌هایی درباره فیلم‌بردار دونالدسون به جلو آمده‌اند، که به گفته آنها تلاش کرده است تا آنها را با بخارات رنگ مست کند و به آنها تعرض جنسی کند.

### دادخواست سنخی
در سپتامبر ۲۰۲۴، یک دادخواست سنخی از سوی پنج شرکت‌کننده سابق بازی‌های مستربیست علیه دونالدسون، آمازون و شرکت‌های تولیدی مرتبط در دادگاه عالی لس آنجلس تنظیم شد. در این دادخواست ادعا شده است که شرکت‌کنندگان در بازی‌های مستربیست مورد بدرفتاری گسترده، آزار و اذیت جنسی و عدم پرداخت هزینه‌ها و دستمزدهای خود قرار گرفته‌اند. همچنین، در این دادخواست آمده است که این تخلفات برای دریافت اعتبار مالیاتی در ایالت نوادا صورت گرفته است: «شاکیان و اعضای پیشنهادی این پرونده مجبور شده‌اند وارد قراردادهای غیرقانونی شوند و اطلاعات نادرستی به ایالت نوادا ارائه دهند تا اعتبار مالیاتی ناحق دریافت کنند.»

## فیلم‌شناسی
| سال  | عنوان                                           | نقش                 | توضیحات | منبع    |
| ---- | ----------------------------------------------- | ------------------- | ------- | ------- |
| ۲۰۲۳ | لاک‌پشت‌های نینجای جهش‌یافته نوجوان: آشوب جهش‌یافته | تماشاگر میدان تایمز | صداپیشه | [ ۱۷۶ ] |
| ۲۰۲۳ | زیر مسیر چوبی                                   | خرچنگ سس تند        | صداپیشه | [ ۱۷۷ ] |
| ۲۰۲۴ | داستان سایدمن                                   | خودش                | مستند   | [ ۱۷۸ ] |
| ۲۰۲۴ | پاندای کونگ‌فوکار ۴                              | خوک پاندا           | صداپیشه | [ ۱۷۹ ] |

## جوایز و نامزدی‌ها
| سال  | مراسم                    | دسته                                  | نتیجه    | Ref.            |
| ---- | ------------------------ | ------------------------------------- | -------- | --------------- |
| ۲۰۱۹ | نهمین جوایز استریمی      | برنده خالق                            | برنده    | [ ۱۸۰ ]         |
| ۲۰۱۹ | نهمین جوایز استریمی      | گروه بازیگران                         | نامزدشده | [ ۱۸۰ ]         |
| ۲۰۱۹ | نهمین جوایز استریمی      | تولیدکننده محتوای سال                 | نامزدشده | [ ۱۸۰ ]         |
| ۲۰۲۰ | دوازدهمین جوایز شرتی     | یوتیوبر سال                           | برنده    |                 |
| ۲۰۲۰ | دهمین جوایز استریمی      | تولیدکننده محتوای سال                 | برنده    | [ ۱۸۱ ] [ ۱۸۲ ] |
| ۲۰۲۰ | دهمین جوایز استریمی      | ویژه زنده                             | برنده    | [ ۱۸۱ ] [ ۱۸۲ ] |
| ۲۰۲۰ | دهمین جوایز استریمی      | محبوب اجتماعی: تولیدکننده             | برنده    | [ ۱۸۱ ] [ ۱۸۲ ] |
| ۲۰۲۰ | دهمین جوایز استریمی      | محبوب اجتماعی: غیرانتفاعی یا غیردولتی | برنده    | [ ۱۸۱ ] [ ۱۸۲ ] |
| ۲۰۲۱ | جوایز انتخاب کودکان ۲۰۲۱ | ستاره موردعلاقه مرد شبکه‌های اجتماعی   | نامزدشده | [ ۱۸۳ ]         |
| ۲۰۲۱ | یازدهمین جوایز استریمی   | تولیدکننده محتوای سال                 | برنده    | [ ۱۸۴ ]         |
| ۲۰۲۲ | جوایز انتخاب کودکان ۲۰۲۲ | تولیدکننده محتوای مرد موردعلاقه       | برنده    | [ ۱۸۵ ]         |
| ۲۰۲۲ | دوازدهمین جوایز استریمی  | تولیدکننده محتوای سال                 | برنده    | [ ۱۸۶ ] [ ۱۸۷ ] |
| ۲۰۲۲ | دوازدهمین جوایز استریمی  | همکاری                                | نامزدشده | [ ۱۸۶ ] [ ۱۸۷ ] |
| ۲۰۲۲ | دوازدهمین جوایز استریمی  | محبوب اجتماعی: تولیدکننده             | برنده    | [ ۱۸۶ ] [ ۱۸۷ ] |
| ۲۰۲۲ | دوازدهمین جوایز استریمی  | تهیه‌کننده محتوا                       | نامزدشده | [ ۱۸۶ ] [ ۱۸۷ ] |
| ۲۰۲۲ | دوازدهمین جوایز استریمی  | ویرایش                                | نامزدشده | [ ۱۸۶ ] [ ۱۸۷ ] |
| ۲۰۲۲ | دوازدهمین جوایز استریمی  | تعامل با برند                         | برنده    | [ ۱۸۶ ] [ ۱۸۷ ] |
| ۲۰۲۲ | دوازدهمین جوایز استریمی  | کمپین تاثیر اجتماعی                   | نامزدشده | [ ۱۸۶ ] [ ۱۸۷ ] |
| ۲۰۲۳ | جوایز انتخاب کودکان ۲۰۲۳ | تولیدکننده محتوای مرد موردعلاقه       | برنده    | [ ۱۸۸ ]         |
| ۲۰۲۳ | سیزدهمین جوایز استریمی   | تولیدکننده سال                        | برنده    | [ ۱۸۹ ]         |
| ۲۰۲۳ | سیزدهمین جوایز استریمی   | همکاری                                | برنده    | [ ۱۸۹ ]         |
| ۲۰۲۳ | سیزدهمین جوایز استریمی   | تهیه‌کننده محتوا                       | نامزدشده | [ ۱۸۹ ]         |
| ۲۰۲۳ | سیزدهمین جوایز استریمی   | تعامل با برند                         | نامزدشده | [ ۱۸۹ ]         |

### رکوردهای جهان
| انتشار              | سال  | نام جهانی                                         | دارنده رکورد   | Ref.    |
| ------------------- | ---- | ------------------------------------------------- | -------------- | ------- |
| رکوردهای جهانی گینس | ۲۰۲۱ | پردرآمدترین مشارکت‌کننده یوتیوب (درحال حاضر)       | مستربیست       | [ ۱۱۱ ] |
| رکوردهای جهانی گینس | ۲۰۲۲ | بزرگترین برگر گیاهی                               | مستربیست       | [ ۱۱۲ ] |
| رکوردهای جهانی گینس | ۲۰۲۲ | بیشترین مشترک برای یک مرد در یوتیوب               | جیمی دونالدسون | [ ۱۱۳ ] |
| رکوردهای جهانی گینس | ۲۰۲۳ | اولین فردی که به ۱ میلیون دنبال‌کننده در تردز رسید | مستربیست       | [ ۱۱۴ ] |

## یادداشت
1. 1 2  منسوب به منابع مختلف.[۱][۲][۳][۴][۵][۶]
2. 1 2 3  As Team Seas